# Пологи-Низ
Пологи-Низ (укр. Пологи-Низ) — село,
Великосолонцовский сельский совет,
Новосанжарский район,
Полтавская область,
Украина.
Код КОАТУУ — 5323480703. Население по переписи 2001 года составляло 299 человек.

## Географическое положение
Село Пологи-Низ находится на краю большого болота Ревазовское,
на расстоянии в 1,5 км от села Великие Солонцы.
К селу примыкает лесной массив (сосна).
Рядом проходит железная дорога, станция Бабенково в 0,5 км.

## Экономика
- Молочно-товарная ферма.